# 国道356号

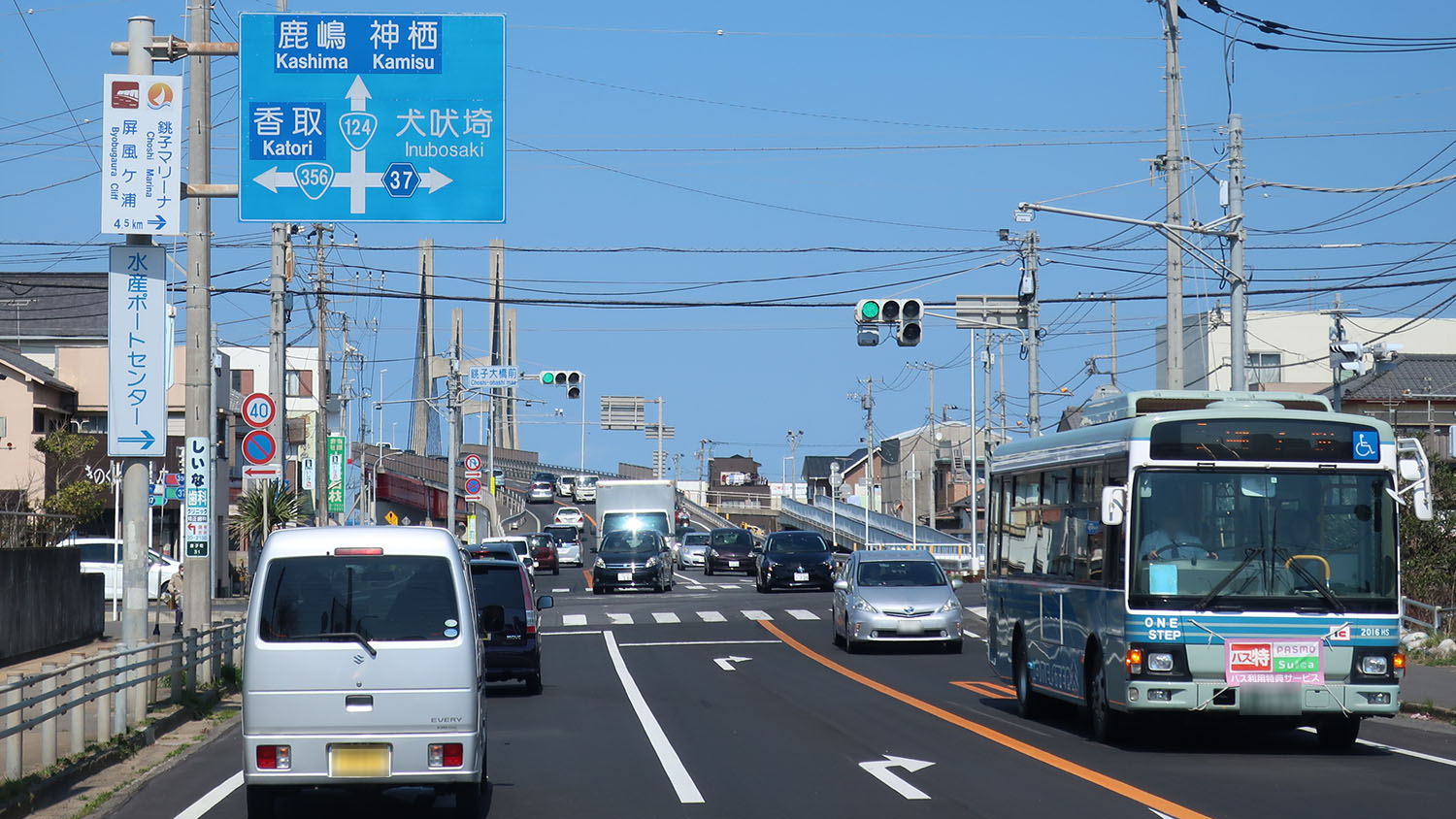
国道356号起点
千葉県銚子市 銚子大橋前交差点
（国道124号、国道126号起点）

国道356号（こくどう356ごう）は、千葉県銚子市から我孫子市に至る一般国道である。

## 概要

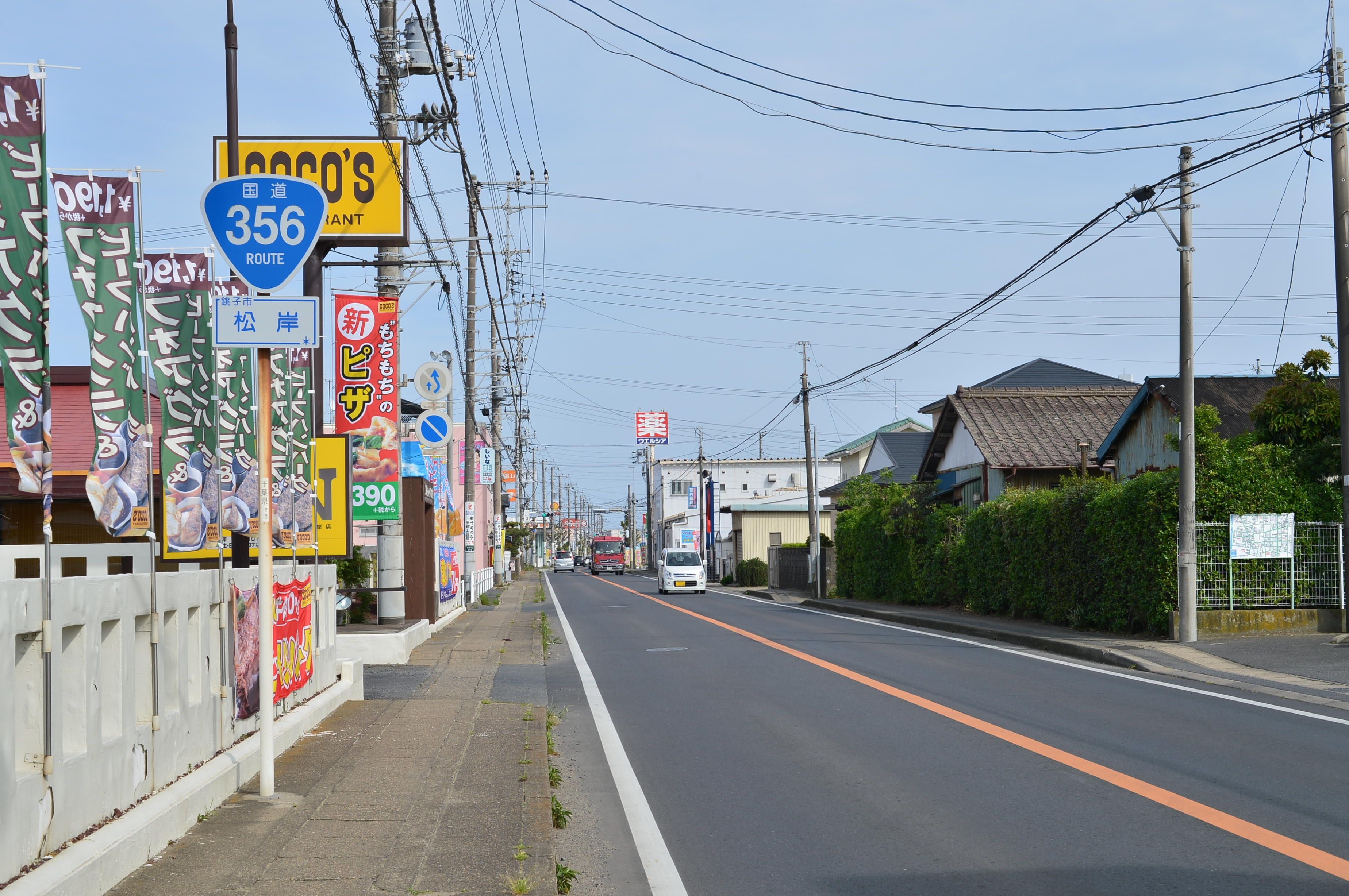
国道356号・銚子市松岸町（2015年5月）

千葉県北部の銚子市、香取市、成田市、印西市を経て我孫子市に至る総延長約127キロメートル (km) 一般国道の路線で、北総地域の重要な幹線道路のひとつに位置づけられている。起点の銚子市から、ほぼ全線にわたって利根川と並行し、香取市から印西市にかけての区間では堤防に沿って進む。その後、手賀沼付近を通り、終点の我孫子市に至るルートで、その大半が2車線区間であるが、市街地区間となる印西市木下地区および香取市佐原地区では部分的に4車線区間となる。

### 路線データ
一般国道の路線を指定する政令に基づく起終点および重要な経過地は次のとおり。
- 起点：銚子市（銚子大橋前交差点 = 国道124号・国道126号起点、千葉県道37号銚子停車場線終点）
- 終点：我孫子市（我孫子市街入口交差点 = 国道6号交点）
- 重要な経過地：佐原市[注釈 2]、千葉県香取郡下総町[注釈 3]、成田市、印西市
- 総延長 : 126.6 km（重用延長を含む。）[3][注釈 4]
- 重用延長 : 0.0 km[3][注釈 4]
- 未供用延長 : なし[3][注釈 4]
- 実延長 : 126.5 km[3][注釈 4]
  - 現道 : 95.2 km[3][注釈 4]
  - 旧道 : 0.6 km[3][注釈 4]
  - 新道 : 30.7 km[3][注釈 4]
- 指定区間：なし[4]

## 歴史
- 1975年（昭和50年）4月1日 - 一般国道356号（銚子市 - 我孫子市）指定。
- 2024年（令和6年）3月19日 - 小見川東庄バイパスの香取郡東庄町新宿 - 笹川い (4.0 km) が開通し、小見川東庄バイパス (8.7 km) が全線開通する[5]。

## 路線状況

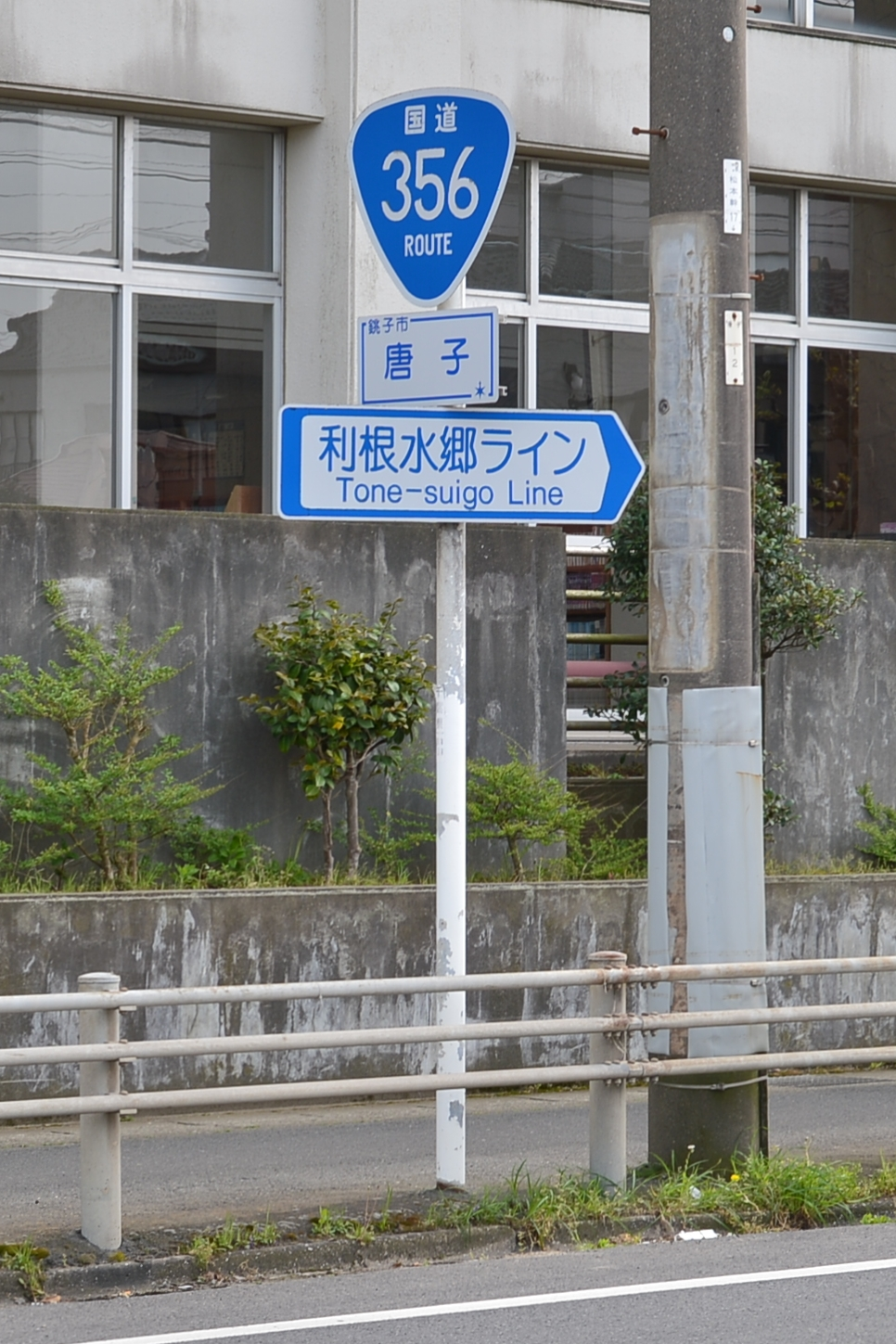
「利根水郷ライン」の道路標識

印西市から我孫子市にかけては並行する千葉県道・茨城県道170号我孫子利根線青山バイパスの方が線形が良いため、自動車（特に大型車）はそちらへ迂回している。この路線は、千葉県道路愛称名において利根水郷ラインが制定されているが、同区間では県道の方に制定されている。
全線を銚子街道を踏襲しており、そのため旧道など市街地を通過する道路は道幅が狭く、線形も悪い箇所が多数存在する。我孫子市のJR我孫子駅のすぐ西側で、道路がループする坂道があるところは、最高速度が20 km/hに規制されており、一般国道の中でも制限速度が最も低い区間のひとつに数えられる。我孫子市内の国道356号は歩道や車道の幅員が狭く、また人家が連坦し整備が進まないことから、朝夕の交通混雑が激しい状況となっている。
我孫子市の既成市街地の交通混雑緩和と周辺地域の生活環境の向上を図るためバイパス整備が進められており、2020年（令和2年）3月までに印西市側の一部区間を暫定2車線で供用開始している。引き続き、残区間整備のための用地取得が進められている。

### バイパス
- 銚子バイパス（銚子市大橋町 - 銚子市小船木町）（延長3.3 km供用）
- 東庄銚子バイパス（銚子市小船木町 - 東庄町新宿）
- 小見川東庄バイパス（東庄町新宿 - 香取市小見川）
- 香取小見川バイパス（香取市小見川 - 香取市津宮）
- 篠原拡幅（佐原市篠原 - 佐原市佐原イ）（延長0.6 km暫定2車線供用）
- 佐原バイパス（香取市佐原 - 神崎町神崎本宿）
- 下総神崎バイパス（神崎町神崎本宿 - 成田市西大須賀）
- 安食バイパス（栄町安食 - 印西市平岡）
- 印西バイパス（印西市木下東 - 我孫子市布佐）
- 我孫子バイパス（印西市大森 - 我孫子市大作新田）（延長4.8 km、暫定2車線供用）

### 道路施設

#### 橋梁
- 中央大橋（黒部川、香取市小見川）
- 北賑橋（小野川、香取市佐原イ）
- 寺田橋（香取市佐原イ - 佐原ホ）
- 水源橋（香取市佐原ホ）※国道356号旧道
- 根木名橋（根木名川、成田市新川）
- ふじみ橋（長門川、栄町安食 - 栄町和田）※安食バイパス
- 長門橋（長門川、印旛郡栄町 - 印西市）※国道356号旧道・利根水郷ライン
- 弁天橋（弁天川、印西市）
- 弁天大橋（弁天川、印西市）※印西バイパス

#### 道の駅
- 水の郷さわら（香取市佐原イ）

## 地理

### 通過する自治体
- 千葉県
  - 銚子市 - 香取郡東庄町 - 香取市 - 香取郡神崎町 - 成田市 - 印旛郡栄町 - 印西市 - 我孫子市

### 交差する道路
- 交差する道路の特記がないものは市道。

| 交差する道路                                                           | 交差する道路                                             | 市町村名 | 交差する場所     |
| ---------------------------------------------------------------------- | -------------------------------------------------------- | -------- | ---------------- |
| 千葉県道37号銚子停車場線                                               |                                                          |          |                  |
| 国道124号                                                              | 国道126号                                                | 銚子市   | 銚子大橋前       |
|                                                                        | 千葉県道216号飯岡松岸停車場線                            | 銚子市   | 松岸駅入口       |
|                                                                        | 千葉県道216号飯岡松岸停車場線                            | 銚子市   | 柴崎町           |
| -                                                                      | 千葉県道71号銚子旭線                                     | 銚子市   |                  |
| 銚子新大橋有料道路                                                     | 千葉県道73号銚子海上線                                   | 銚子市   | 利根かもめ大橋   |
|                                                                        | 千葉県道267号下総橘停車場東城線                          | 東庄町   | 石出             |
| -                                                                      | 茨城県道・千葉県道260号谷原息栖東庄線                    | 東庄町   | 利根大橋入口     |
|                                                                        | 千葉県道266号旭笹川線                                    | 東庄町   |                  |
|                                                                        | 千葉県道209号笹川停車場線                                | 東庄町   | 笹川駅入口       |
| -                                                                      | 千葉県道265号小見川海上線                                | 香取市   |                  |
| -                                                                      | 千葉県道28号旭小見川線                                   | 香取市   | 小見川           |
| -                                                                      | 千葉県道259号小見川停車場線                              | 香取市   | -                |
| 千葉県道・茨城県道44号成田小見川鹿島港線                               | 千葉県道・茨城県道44号成田小見川鹿島港線                 | 香取市   | 小見川大橋入口   |
| -                                                                      | 千葉県道253号香取津之宮線                                | 香取市   | 津宮バイパス入口 |
| -                                                                      | 千葉県道55号佐原山田線                                   | 香取市   | 佐原山田線入口   |
|                                                                        | 千葉県道16号佐原八日市場線                               | 香取市   | 舟戸             |
| 茨城県道・千葉県道2号水戸鉾田佐原線                                    | 茨城県道・千葉県道2号水戸鉾田佐原線                      | 香取市   | 佐原消防署脇     |
| 国道356号 柏・神崎方面（佐原バイパス）                                 | -（屈折）                                                | 香取市   | 寺田橋脇         |
| -（屈折）                                                              | 千葉県道55号佐原山田線                                   | 香取市   | 水源橋           |
| -                                                                      | 国道51号                                                 | 香取市   |                  |
| -                                                                      | 千葉県道208号大戸停車場線                                | 香取市   | 大戸駅入口       |
| -                                                                      | 千葉県道110号郡停車場大須賀線                            | 神崎町   | 駐在所横         |
| -                                                                      | 千葉県道110号郡停車場大須賀線                            | 神崎町   | 下総神崎駅入口   |
| -                                                                      | 茨城県道・千葉県道107号江戸崎神崎線                      | 神崎町   | 神宿             |
| 国道356号 香取方面（佐原バイパス） 茨城県道・千葉県道107号江戸崎神崎線 | -（屈折）                                                | 神崎町   | 神崎大橋際       |
| 首都圏中央連絡自動車道（圏央道） 神崎IC                                | 首都圏中央連絡自動車道（圏央道） 神崎IC                  | 神崎町   | -                |
| 茨城県道・千葉県道103号江戸崎下総線                                    | 千葉県道63号成田下総線                                   | 成田市   | 常総大橋際       |
| 国道408号                                                              | 国道408号                                                | 成田市   | 長豊橋           |
| 国道356号柏方面（安食バイパス）                                        | -                                                        | 栄町     | ふじみ橋         |
| -（屈折）                                                              | 千葉県道18号成田安食線                                   | 栄町     | 安食             |
| -                                                                      | 千葉県道12号鎌ケ谷本埜線                                 | 栄町     | -                |
| 茨城県道・千葉県道68号美浦栄線                                         | -                                                        | 栄町     | -                |
| -                                                                      | 千葉県道291号印西印旛線                                  | 印西市   | 小林             |
| 国道356号 成田方面（安食バイパス）                                     | -（屈曲）                                                | 印西市   | 平岡             |
| 千葉県道・茨城県道4号千葉竜ヶ崎線〈利根水郷ライン〉                    | -（屈曲）                                                | 印西市   | 木下東           |
|                                                                        | 千葉県道64号千葉臼井印西線                               | 印西市   | 竹袋             |
|                                                                        | 千葉県道・茨城県道4号千葉竜ヶ崎線                        | 印西市   | 大森             |
| -（屈折）                                                              | 国道356号柏方面（我孫子バイパス） 千葉県道59号市川印西線 | 印西市   | 中ノ口           |
| -                                                                      |                                                          | 我孫子市 | 都               |
| -                                                                      | 千葉県道197号布佐停車場線                                | 我孫子市 |                  |
| -                                                                      | 千葉県道196号湖北停車場線                                | 我孫子市 | 湖北駅入口       |
| 千葉県道8号船橋我孫子線                                                | 千葉県道8号船橋我孫子線                                  | 我孫子市 | 消防本部前       |
| 千葉県道195号我孫子停車場線                                            |                                                          | 我孫子市 | 我孫子駅入口     |
| 国道6号（国道294号重用）〈水戸街道〉                                   | 国道6号（国道294号重用）〈水戸街道〉                     | 我孫子市 | 我孫子市街入口   |

### 沿線
- 銚子市立銚子中学校（銚子市唐子町）
- 銚子市立本城小学校（銚子市本城町）
- 銚子市立第五中学校（銚子市長塚町）
- 銚子市西部支所（銚子市野尻町）
- 香取市立大倉小学校（香取市大倉）
- 香取市立佐原中学校（香取市佐原ロ）
- 香取市役所（香取市佐原ロ）
- 千葉県立大利根自然公園（香取市飯島）
- 神崎町役場（香取郡神崎町神崎本宿）※国道356号旧道
- 道の駅発酵の里こうざき（香取郡神崎町松崎）
- 神崎インターチェンジ（香取郡神崎町松崎）
- 栄町消防本部（印旛郡栄町生板生駒新田）
- 印西中央自動車学校（印西市大森）
- 平和台病院（我孫子市布佐）
- 我孫子市立我孫子第二小学校(我孫子市下ヶ戸)
- 我孫子市立我孫子中学校（我孫子市高野山）
- 利根川
  - 銚子大橋 - 利根かもめ大橋 - 利根大橋 - 小見川大橋 - 水郷大橋 - 神崎大橋 - 常総大橋 - 長豊橋 - 若草大橋
- JR東日本成田線
  - 松岸駅 - 椎柴駅 - 下総豊里駅 - 笹川駅 - 小見川駅 - 水郷駅 - 香取駅 - 佐原駅 - 大戸駅 - 下総神崎駅 - 滑河駅 - 安食駅 - 小林駅 - 木下駅 - 布佐駅 - 新木駅 - 湖北駅 - 東我孫子駅 - 我孫子駅

## ギャラリー

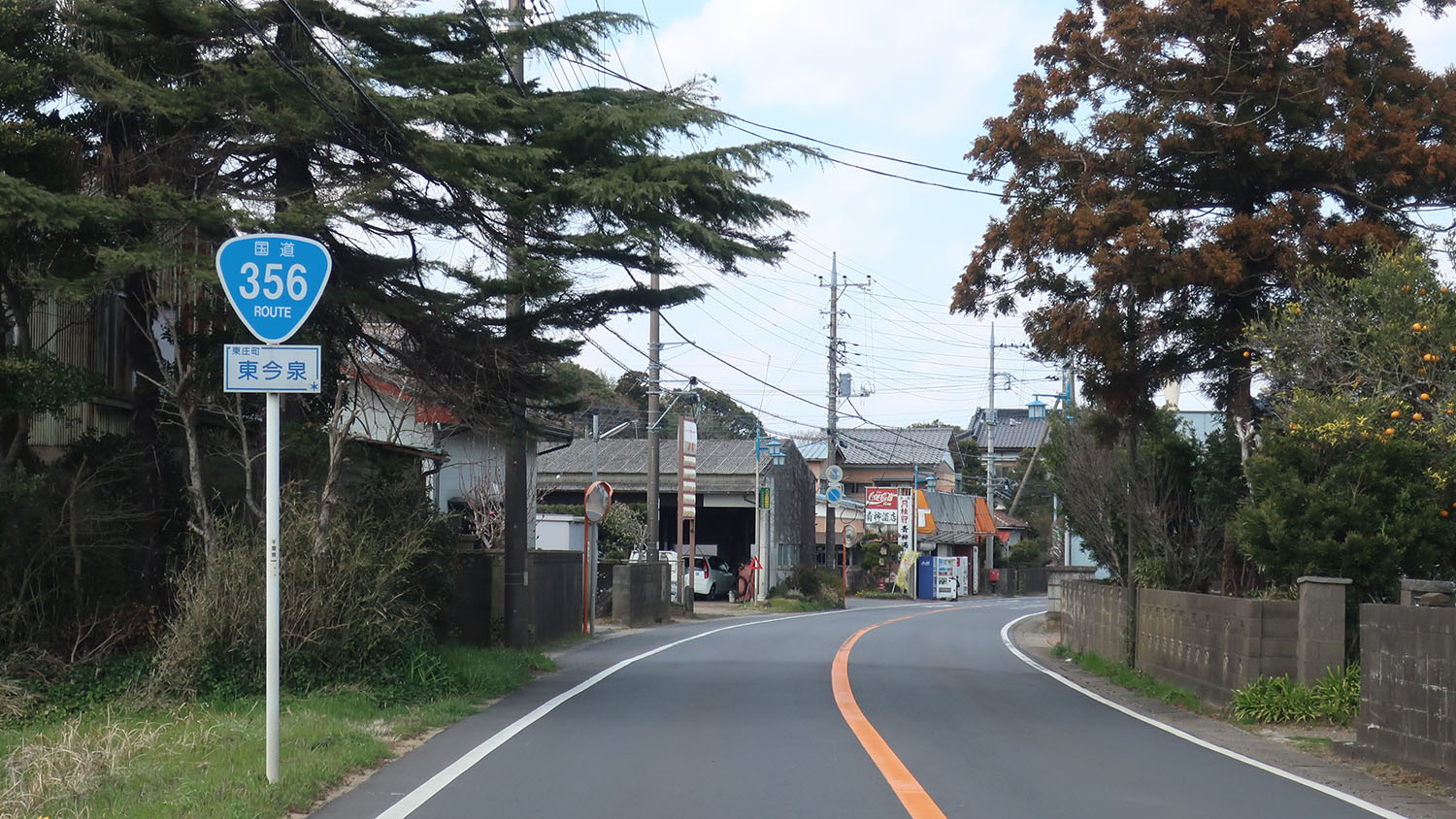
香取郡東庄町東今泉
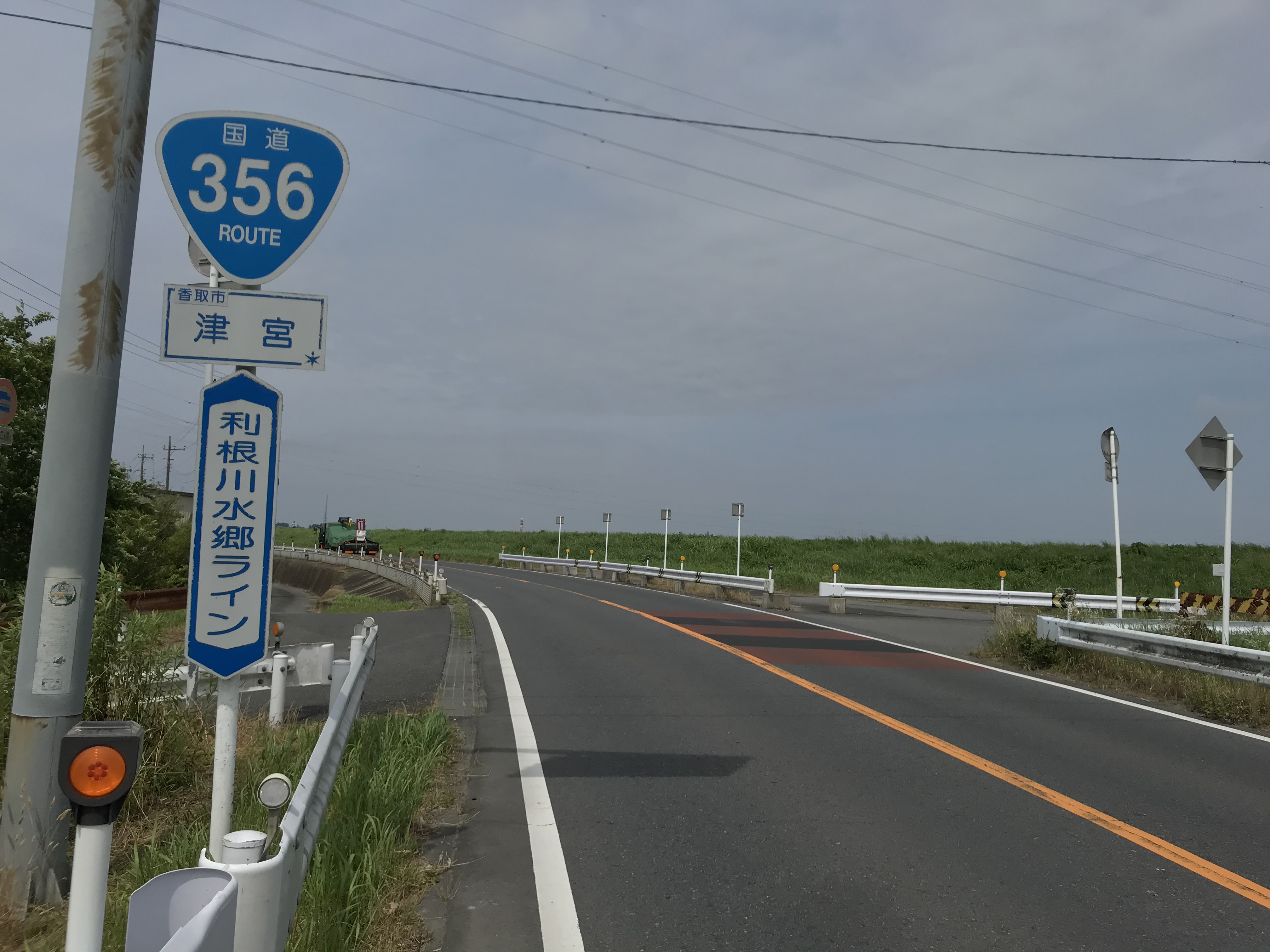
香取市津宮
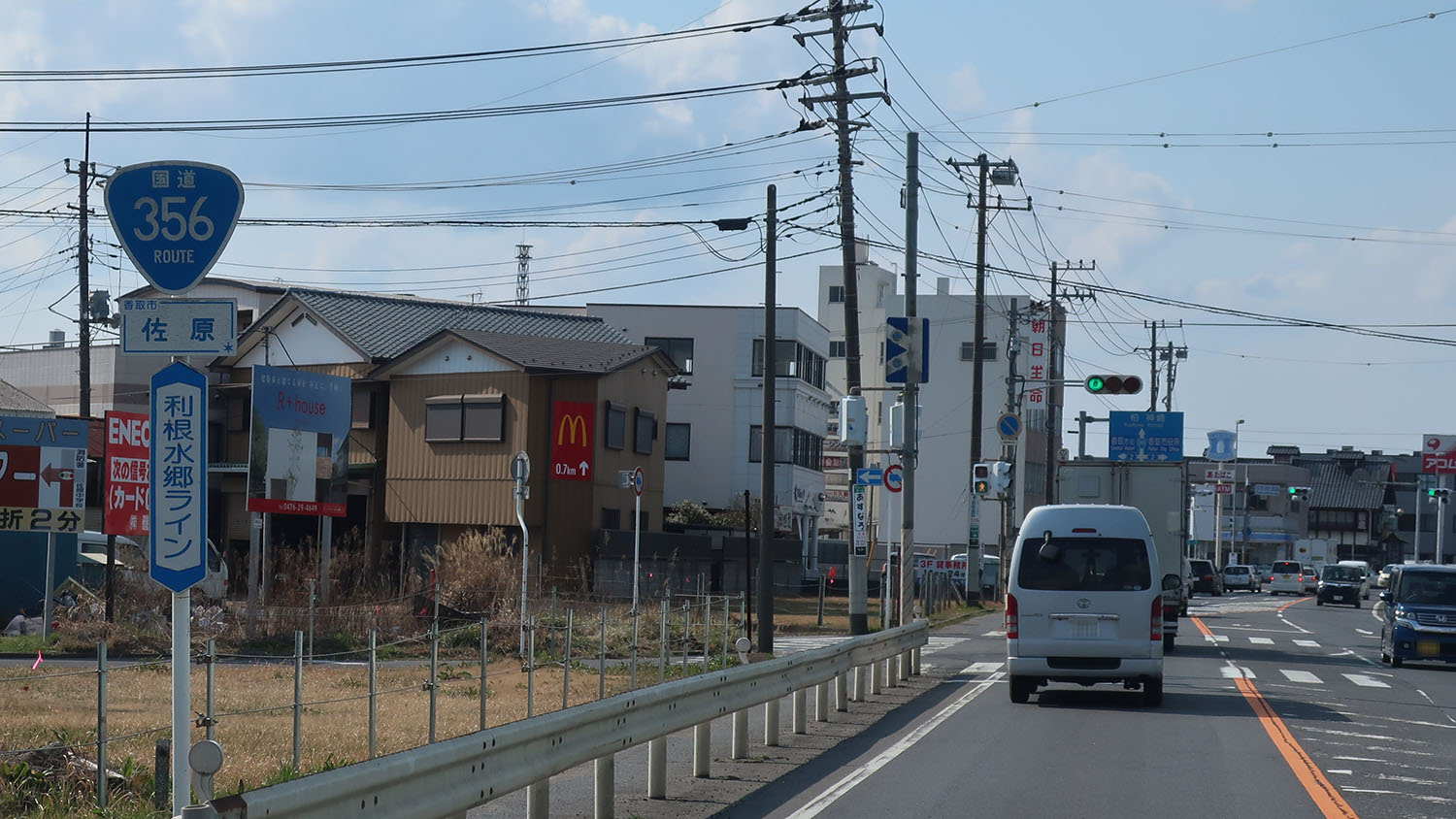
千葉県香取市佐原
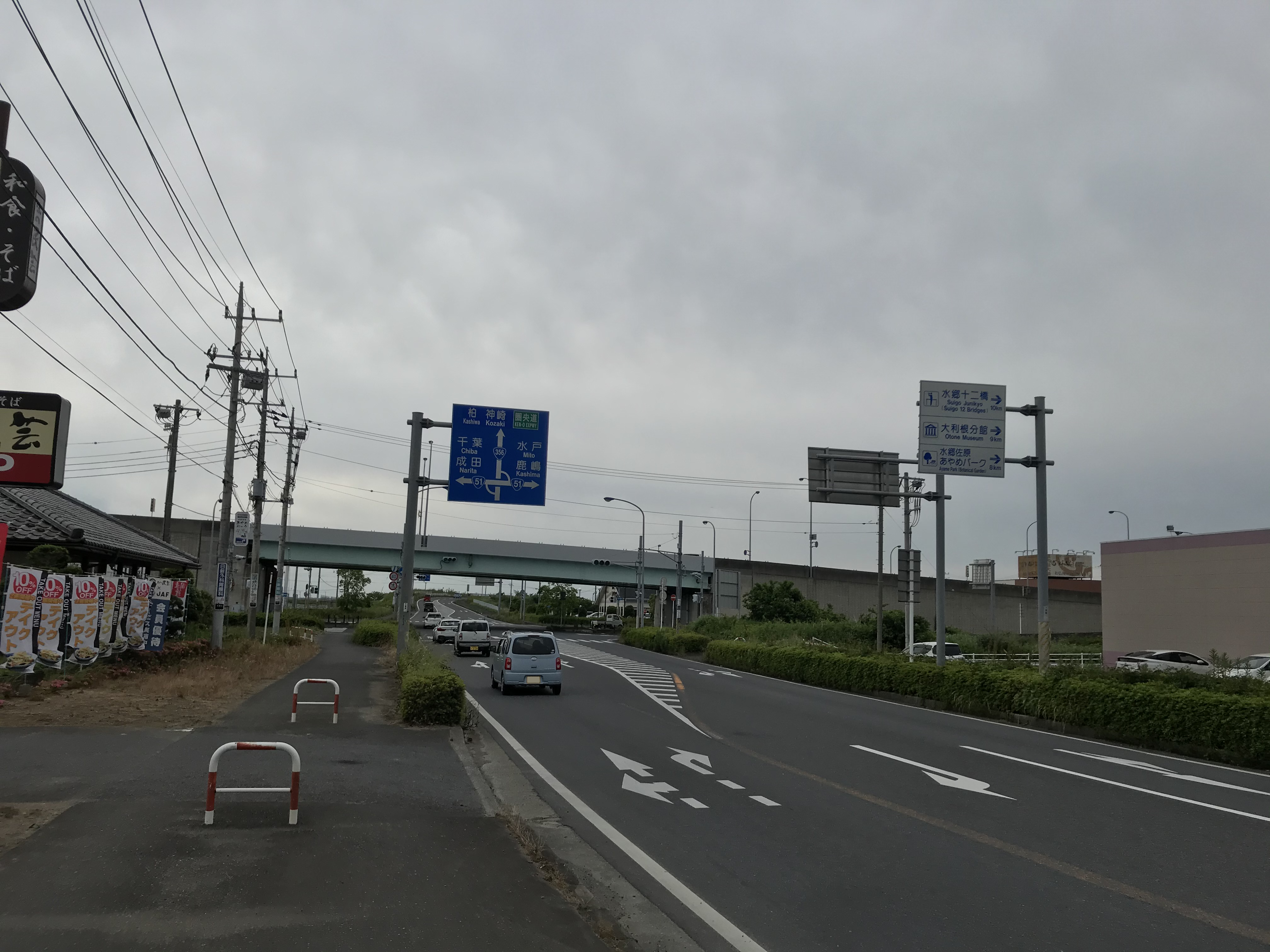
国道51号との交差点 千葉県香取市佐原
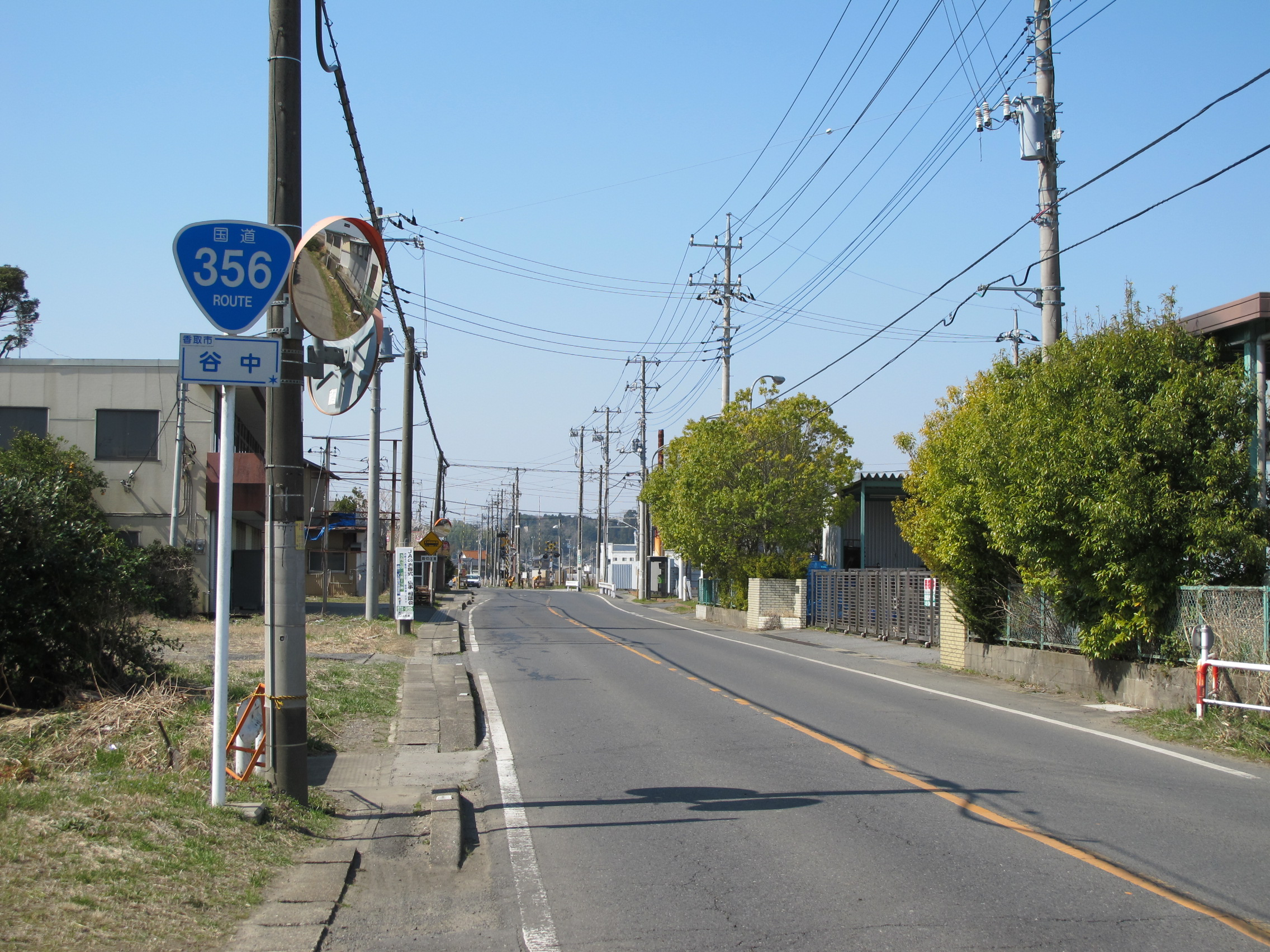
旧道、香取市谷中 現道は佐原バイパスに移ったが、旧道として存続する。
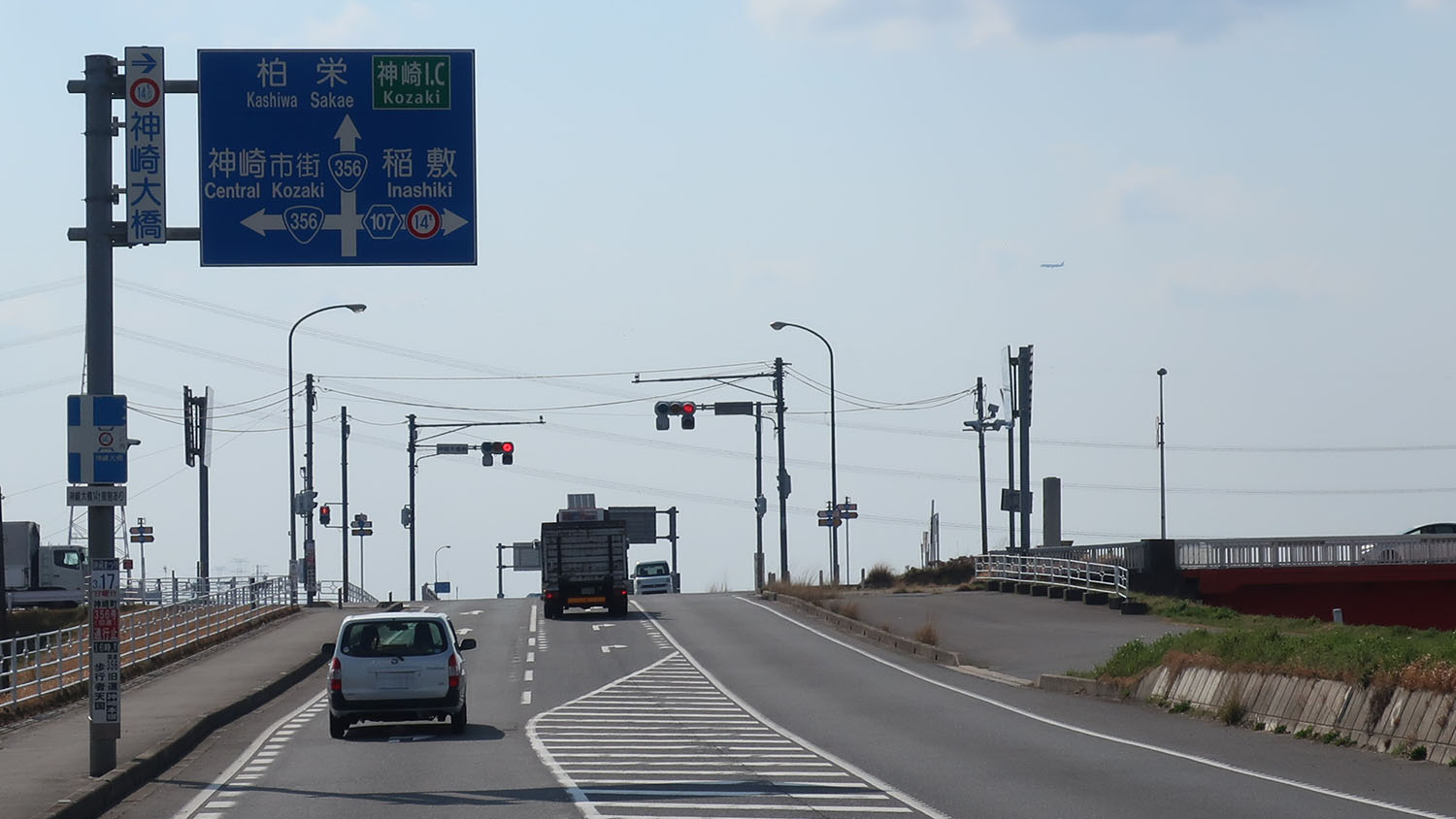
現道、旧道との合流点 香取郡神崎町神崎本宿
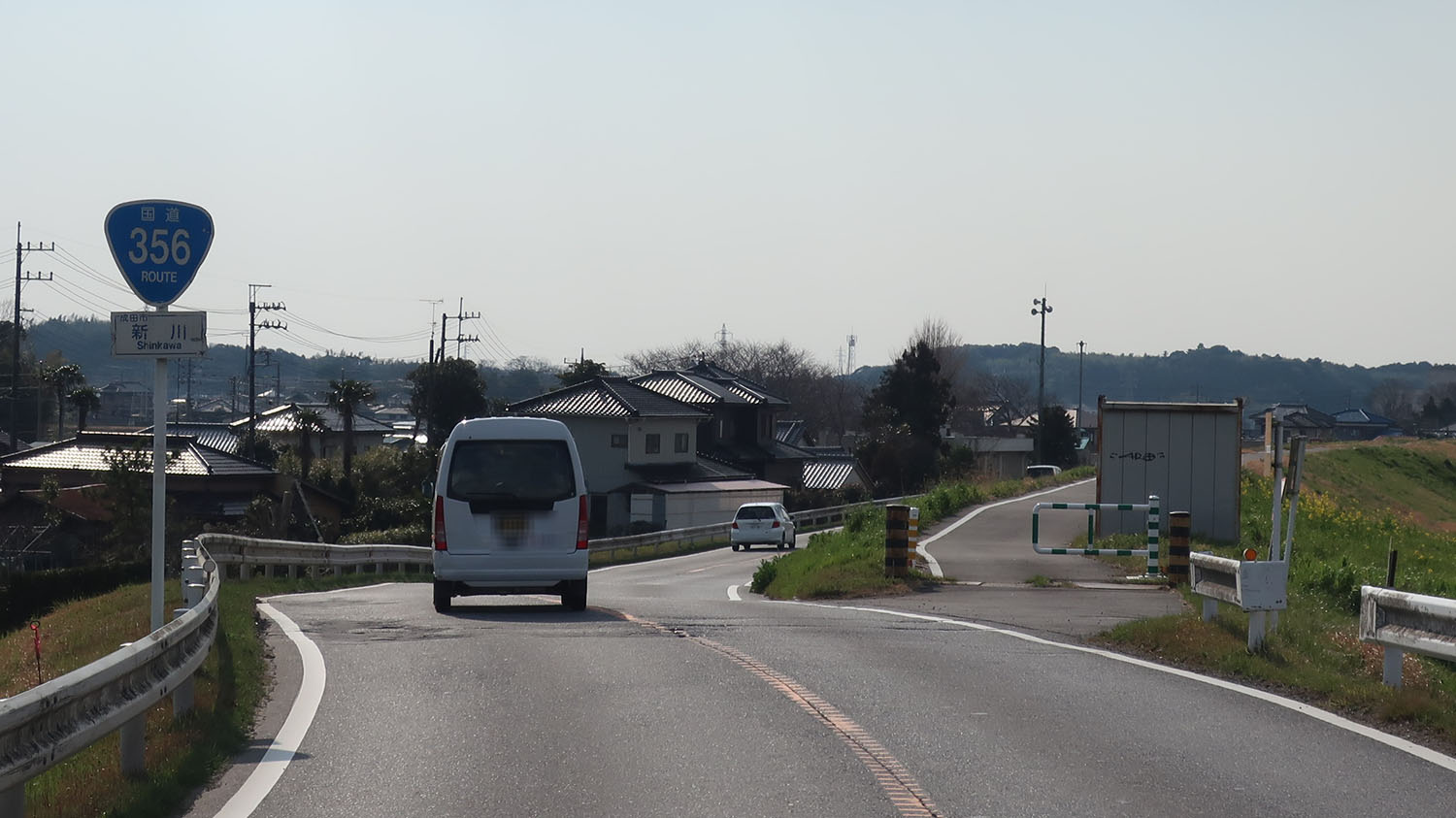
千葉県成田市安西
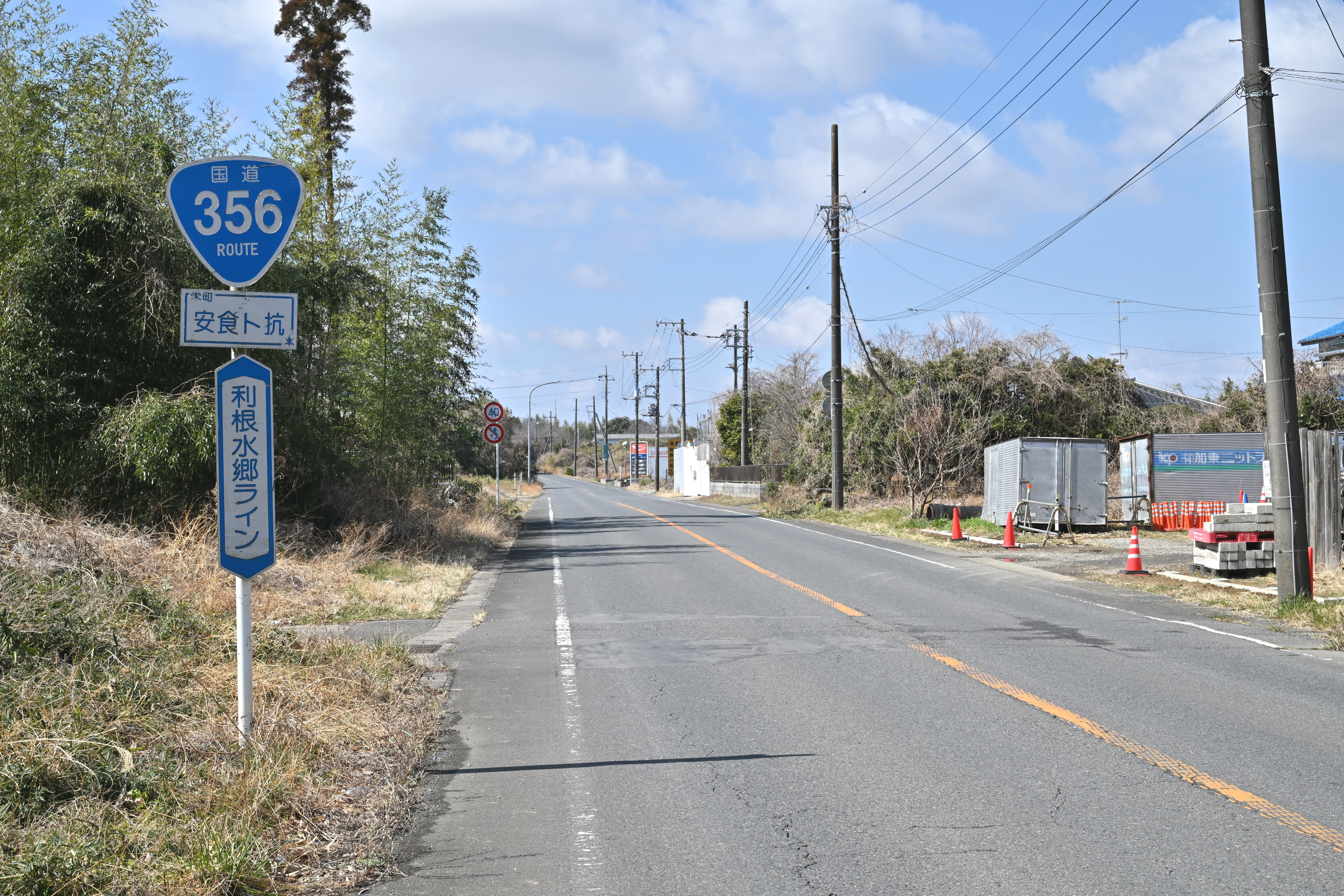
旧道、印旛郡栄町安食卜杭 現道は安食バイパスに移ったが、旧道として存続する。
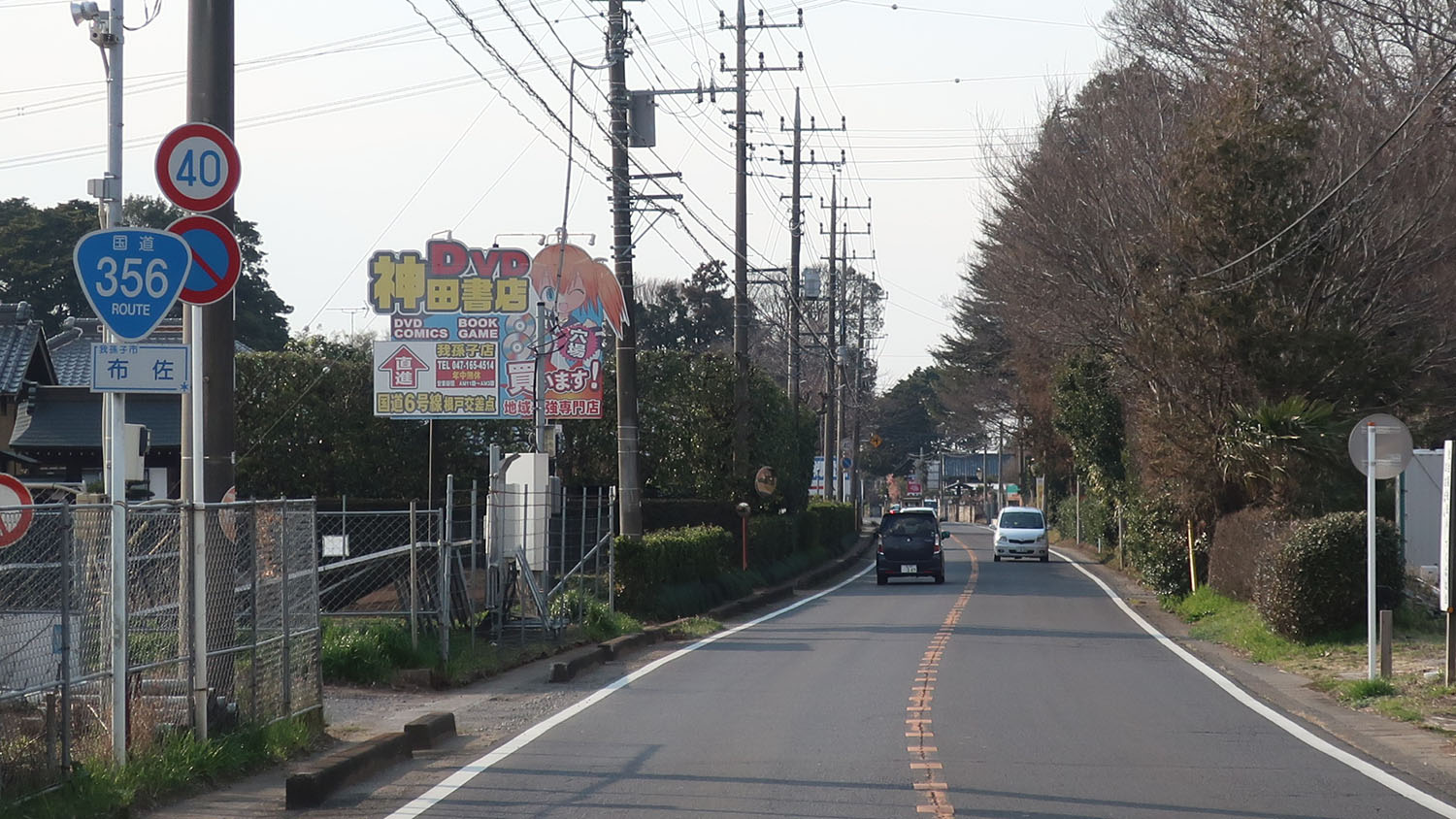
千葉県我孫子市布佐